# Syracuse, Indiana
Syracuse är en kommun (town) i Kosciusko County i Indiana. Vid 2010 års folkräkning hade Syracuse 2 810 invånare.